# Paris von Spankau
Báró Paris von Spankau (Spantkow; 1610 - Kassa, 1675. július 13.?) császári tábornok.

## Élete
Pernadicz és Altensattel örökös ura.
A katonai pályára lépett és előbb az osztrák tartományokban szolgálta lovassági tisztként a Habsburg-családot. 1645-től Ludwig Heinrich von Nassau-Dillenburg regimentjének obrisztleutnantja, 1647-től obrisztja. 1649-től alezredes és báró lett. Az 1660–1664 közötti török háborúk alatt ezredesként szolgált Magyarországon. 1664-ben de Souches a nyitrai vár kapitányává tette meg. 1670 után is Magyarországon működött. 1670 március 23-tól generális-főstrázsamester (vezérőrnagy). A Wesselényi-összeesküvés kiderültével az udvar megbízta őt Zrínyi elfogásával és hadainak szétverésével. Ezért 1670. április 12-én átkelt a Dráván és lovas hadával bevette és kifosztotta Csáktornyát. Zrínyi Péter önként indult Bécs felé.
I. Lipót Magyarországon Ampringen Jánost nevezte ki teljhatalmú kormányzóvá. Ezt követően Spankau a felvidéken tevékenykedett mint a császári hadak parancsnoka, főképp a kurucok és a protestánsok ellen.
A felső-magyarországi felkelés során 1672-ben az enyickei csatában a "bujdosók" visszavonulásra késztették. A felkelők sikere nem volt tartós: október 26-án döntő vereséget szenvedtek Györke mellett.
Felesége Eva Maria von Schirnding, lányuk Anna Elisabeth von Spankau (?-1709) Karel Maximilian Lažanský z Bukowé felesége.